# Versmold
Versmold est une ville de Rhénanie-du-Nord-Westphalie (Allemagne), située dans l'arrondissement de Gütersloh, dans le district de Detmold, dans le Landschaftsverband de Westphalie-Lippe.

## Géographie

### Localisation
Versmold se situe dans la région naturelle de la plaine du Ostmünsterland (de), à la frontière du Münsterland et de la région historique de l'est de la Westphalie (Westphalie de l'Est (de)), appartenant à la région de Westphalie-de-l'Est-Lippe. La forêt de Teutberg se trouve au nord, ainsi que l'arrondissement d'Osnabrück dans le Land de Basse-Saxe.

### Géologie
Le sous sol profond est composé de grès et d'argile de type claystone, contenant de la houille du Pennsylvanien. Plus en hauteur, on trouve de la marne et du calcaire du Crétacé. Ces couches sont recouvertes par des granulats de l'ère glaciaire sur une épaisseur de 30 m. Au nord et à l'est se trouve une moraine de la glaciation saalienne, et au sud des dépôts de sable et de limon provenant de la glaciation vistulienne.

### Subdivisions administratives
La commune est divisée en six quartiers différents. La ville de Versmold est elle-même un de ces quartiers.
Le quartier de Bockhorst (de) regroupe le village de Bokhorst ainsi que les villages de Siedinghausen et de Halstenbeck et compte environ 1 650 habitants en 2022 ; cette ancienne municipalité a été fusionnée à Versmold en 1973. Ce village existe depuis le XIIIe siècle.
Le village de Hesselteich (de) forme un autre quartier, avec 539 habitants en 2022.

## Histoire
| Appartenances historiques Comté de Ravensberg 1277-1807 Royaume de Westphalie 1807-1813 Royaume de Prusse (Province de Westphalie) 1815-1918 République de Weimar 1918-1933 Reich allemand 1933-1945 Allemagne occupée 1945-1949 Allemagne 1949-présent |